# Olaf Przybilla
Olaf Przybilla (* 1972 in Wertheim) ist ein deutscher Journalist.

## Leben und Wirken
Er wuchs in Bayern auf und absolvierte ein Studium der Germanistik, Geschichte, Politikwissenschaft und Soziologie an der Friedrich-Alexander-Universität Erlangen-Nürnberg und  an der Ruprecht-Karls-Universität Heidelberg. Nach dem Examen war er Dozent für Neuere Deutsche Literaturwissenschaft und Literaturgeschichte an der Friedrich-Alexander-Universität. 2001 wurde er Korrespondent der Süddeutschen Zeitung (SZ) in Nordbayern, seit 2008 ist Leiter des Büros der SZ-Franken in Nürnberg.
Bekannt wurde er Ende 2012 durch investigative Recherchen und Artikel über den Fall Gustl Mollath, für die er zusammen mit seinem Kollegen Uwe Ritzer 2013 mit dem 3. Platz des Wächterpreises der deutschen Tagespresse ausgezeichnet wurde.
Im Juni 2013 erschien das Buch, das er mit Uwe Ritzer über diese Affäre verfasste.

## Veröffentlichungen
- mit Uwe Ritzer: Die Affäre Mollath. Der Mann, der zu viel wusste. Droemer, München 2013, ISBN 978-3-426-27622-8.